# 미야자키 유카 (축구 선수)
미야자키 유카(일본어: 宮﨑 有香, 1983년 10월 13일 ~ )는 일본의 은퇴한 여자 축구 선수이다.

## 국가대표팀 경력
그녀는 2001년 8월 5일 중국과의 경기에서 일본 국가대표팀에 데뷔했다. 2001년 AFC 여자 축구 선수권 대회 준우승, 2002년 아시안 게임 동메달 획득에 기여. 2003년 FIFA 여자 월드컵에도 출전했다. 그녀는 2009년까지 국제 A매치 18경기에 출전, 2득점을 넣었다.

## 통계
| 일본 | 일본 | 일본 |
| 연도 | 출전 | 득점 |
| ---- | ---- | ---- |
| 2001 | 5    | 0    |
| 2002 | 5    | 1    |
| 2003 | 6    | 1    |
| 2004 | 1    | 0    |
| 2005 | 0    | 0    |
| 2006 | 0    | 0    |
| 2007 | 0    | 0    |
| 2008 | 0    | 0    |
| 2009 | 1    | 0    |
| 통산 | 18   | 2    |